# Герб Ржищева
Герб Ржищева — символ міста Ржищева Київської області.

## Історія
Герб радянського періоду затверджений 3 лютого 1990 року рішенням виконавчого комітету міської ради.
У зеленому полі з срібною хвилястою базою — золотий човен з червоним вітрилом, на якому золоте усміхнене сонце, над човном срібна книга з половиною золотої шестірні. У вільній частині квітуча гілка каштана природного кольору в червоному полі. У главі золотого картуша — чорна назва міста українською мовою, у його базі — серп і молот.
Човен — пам'ять про древній торговий шлях «з варяг у греки», у якому місто відігравало значну роль, символ сучасного селища-порту.
Книга і шестірня — символ селища студентів і сучасної промисловості. Зелене поле — це врожайні навколишні поля та гаї. Срібна база — символ Дніпра. Автор — Б. Шулевський.
Сучасні герб, прапор та гімн, було затверджено рішенням Ржищівської міської ради Київської області від 26 грудня 2008 року № 1029-42-05 «Про затвердження Статуту територіальної громади м. Ржищів». У 2016 році до даного рішення було внесено зміни у частині опису герба міста (замінено георгіївську стрічку на жовто-блакитну) — рішення Ржищівської міської ради Київської області від 23 вересня 2016 року № 449-23-07.